# Felipe IV của Tây Ban Nha
Felipe IV của Tây Ban Nha (tiếng Tây Ban Nha: Felipe, tiếng Bồ Đào Nha: Filipe; 8 tháng 4 năm 1605 – 17 tháng 9 năm 1665) là Vua Tây Ban Nha từ năm 1621 đến năm 1665, vương chủ của người Hà Lan thuộc Tây Ban Nha và là vua Bồ Đào Nha với tư cách là Filipe III (đến năm 1640). Philip được nhớ đến vì sự bảo trợ của ông đối với nghệ thuật, bao gồm các nghệ sĩ như Diego Velázquez, và sự cai trị của ông đối với Tây Ban Nha trong Chiến tranh Ba Mươi năm.
Khi ông mất năm 1665, đế quốc Tây Ban Nha có lãnh thổ rộng khoảng 3 tỉ mẫu Anh, nhưng ở khía cạnh khác là sự suy giảm, một quá trình mà Philip đã đóng góp với sự bất lực của mình để đạt được cải cách trong nước và quân sự thành công.

## Đời tư
Felipe IV sinh ra ở Valladolid, là con trưởng của Felipe III và Margaret của Áo. Năm 1615, khi mới 10 tuổi, Philip đã kết hôn với Elisabeth của Pháp 13 tuổi, mặc dù mối quan hệ này dường như không gần gũi; một số người thậm chí còn cho rằng Olivares, bộ trưởng chủ chốt của ông, sau đó đã cố tình giữ hai người cách xa nhau để duy trì ảnh hưởng của mình, thay vào đó khuyến khích Philip lấy tình nhân. Philip có bảy đứa con bởi Elisabeth, chỉ có một người con trai, Balthasar Charles, người qua đời ở tuổi mười sáu vào năm 1646. Cái chết của con trai ông đã gây sốc sâu sắc cho nhà vua, người dường như là một người cha tốt theo tiêu chuẩn thời đó. Elisabeth đã có thể âm mưu với các quý tộc Tây Ban Nha khác để loại bỏ Olivares khỏi triều đình vào năm 1643, và trong một thời gian ngắn, bà đã có ảnh hưởng đáng kể đối với Philip; tuy nhiên, đến lúc chết, bà không được ủng hộ, theo sau sự điều khiển của người kế vị Olivares, Luis de Haro.

## Philip, Olivares và nhũng người hoàng gia yêu thích của mình
Trong triều đại của cha Philip, Philip III, triều đình đã bị chi phối bởi gia đình quý tộc Sandoval, nổi bật nhất là Công tước Lerma, người yêu thích chính của Philip III và hầu hết các triều đại của ông. Philip IV lên nắm quyền khi ảnh hưởng của Sandovals đang bị hủy hoại bởi một liên minh quý tộc mới, do Don Baltasar de Zúñiga lãnh đạo. De Zúñiga coi điều cần thiết là Sandovals không thể có được ảnh hưởng đối với vị vua tương lai; de Zúñiga trước tiên bắt đầu phát triển ảnh hưởng của mình đối với Hoàng tử Philip, và sau đó giới thiệu cháu trai của mình, Olivares, cho hoàng tử, mười tuổi vào thời điểm đó. Lúc đầu, Philip không đặc biệt đưa đến Olivares. Tuy nhiên, trong ít nhất một năm, mối quan hệ đã trở nên rất thân thiết, với xu hướng của Philip đối với sự tự tin và sự khác biệt bị phản đối bởi sự quyết tâm và quyết tâm của Olivares. Olivares nhanh chóng trở thành cố vấn đáng tin cậy nhất của Philip, và khi Philip lên ngôi năm 1621, ở tuổi mười sáu, ông đã thể hiện sự tin tưởng của mình đối với Olivares bằng cách ra lệnh rằng tất cả các giấy tờ yêu cầu chữ ký hoàng gia trước tiên phải được gửi cho công tước. Philip giữ Olivares làm người bạn tâm giao và bộ trưởng trong hai mươi năm tiếp theo.

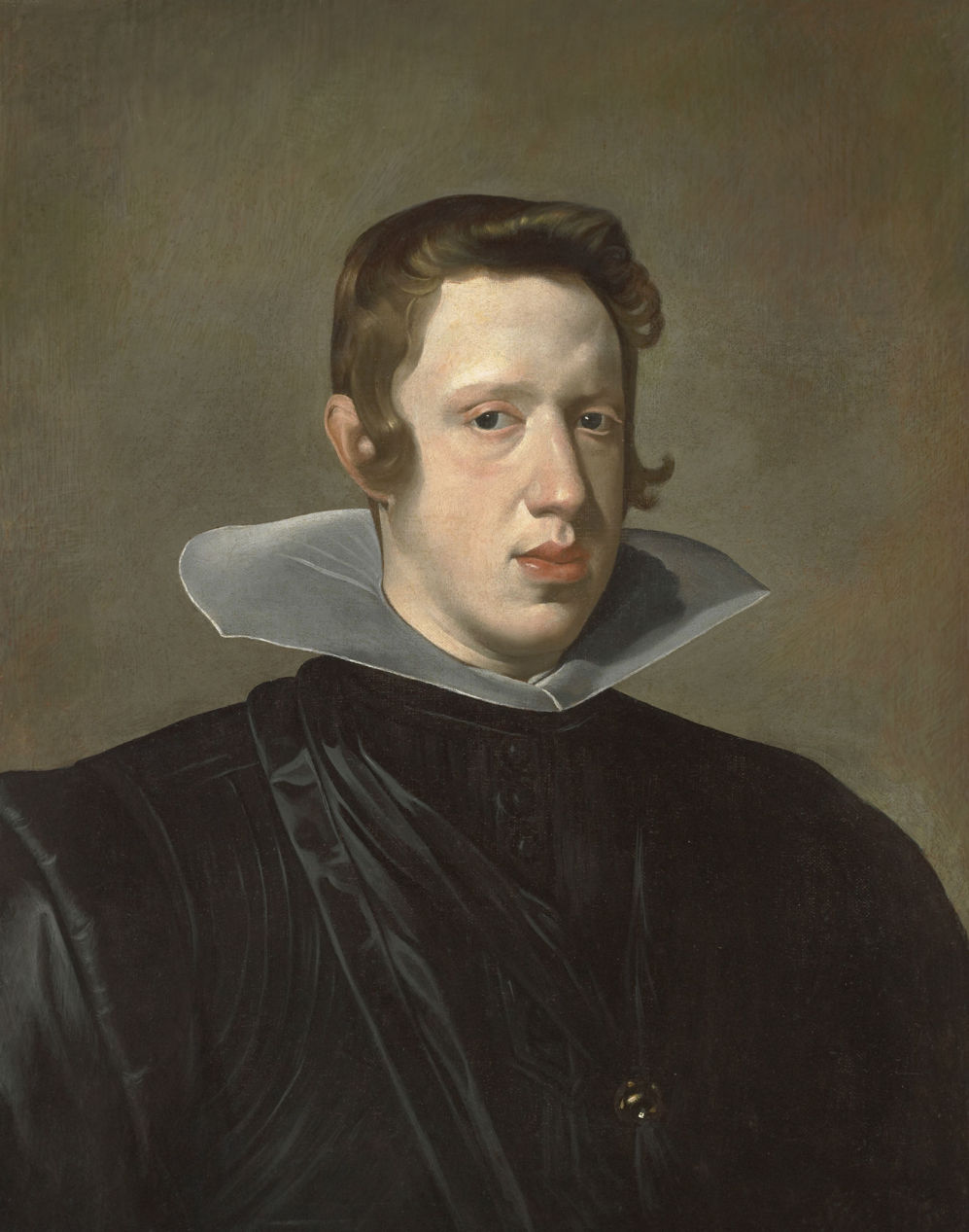
Bức tranh vẽ Philip IV trẻ trung vào năm 1623 của Diego Velázquez, thể hiện "Đôi môi Habsburg" nổi bật

Vào đầu triều đại của mình, Philip sẽ được Olivares đánh thức vào buổi sáng để thảo luận về các vấn đề trong ngày và sẽ gặp ông hai lần nữa trong ngày, mặc dù sau đó, thói quen này đã từ chối cho đến khi nhà vua chỉ tổ chức một cuộc họp ngắn về chính sách với Olivares mỗi ngày . Tuy nhiên, Philip đã can thiệp nhiều hơn vào các chính sách trong năm 1641 ,42, và có ý kiến cho rằng Philip đã chú ý đến việc hoạch định chính sách nhiều hơn so với truyền thống; một số lịch sử gần đây đã đi xa đến mức mô tả ông là 'có lương tâm' trong hoạch định chính sách, mặc dù ông vẫn bị chỉ trích vì không thể đưa ra quyết định kịp thời. Chính Philip đã lập luận rằng việc nhà vua hầu như không thích hợp để về nhà giữa các bộ trưởng của mình để xem liệu các chỉ thị của ông có được thực hiện hay không. Mối quan hệ chặt chẽ giữa Philip và Olivares được thể hiện qua chân dung của họ được đặt cạnh nhau tại cung điện Buen Retiro - một hành động chưa từng thấy ở châu Âu thời đó. Tuy nhiên, mối quan hệ của Philip với Olivares không phải là một mối quan hệ đơn giản. Cặp đôi có nhiều hàng và tranh luận trong suốt mối quan hệ của họ, cả hai đều là kết quả của tính cách khác nhau và sự khác biệt về quan điểm đối với các chính sách.
Ban đầu, Philip chọn cách xác nhận việc tái bổ nhiệm hộ gia đình của cha mình để làm dịu ý kiến của ông nội. Tuy nhiên, dưới ảnh hưởng của de Zúñiga và Olivares, Philip đã nhanh chóng đặt các khu nhà của de Lerma - mở rộng đáng kể trong thời gian dài được yêu thích - dưới quyền quản lý, và loại bỏ khỏi văn phòng Cristóbal de Sandoval, Công tước xứ Uceda, con trai của de Lerma, người ban đầu đã giúp de Zúñiga loại bỏ cha mình khỏi văn phòng để thăng tiến vị trí của chính mình. Thông báo ban đầu của Philip phản ánh ý định cải tổ chế độ quân chủ lên vị trí đạo đức, tỉnh táo mà nó đã có dưới thời ông nội, bao gồm cả việc chọn các bộ trưởng mà ông nội của ông đã phục vụ dưới thời Philip II.
Philip trong quá khứ đã được coi là "không tưởng tượng" trong chính trị của mình, nhưng lịch sử gần đây đã nhấn mạnh các yếu tố cấp tiến hơn trong hai thập kỷ đầu cầm quyền của ông. Có một bầu không khí sốt sắng ở Tây Ban Nha vào đầu thế kỷ 17, với rất nhiều trọng tài đưa ra những lời khuyên khác nhau về cách giải quyết các căn bệnh khác nhau của Tây Ban Nha; lời khuyên này có thể, và sẽ được những người thuộc tầng lớp thấp hơn trao cho nhà vua vào những dịp thích hợp, miễn là nó được trình bày với mục đích củng cố vương miện. Những cuộc tranh luận mở rộng đến bản chất của chế độ quân chủ. Có ý kiến cho rằng các nhà văn của thời kỳ nắm bắt tốt nhất quan điểm của Philip về quyền lực hoàng gia là Justus Lipsius và Giovanni Botero, những người đề cao cảm hứng tôn giáo, sự hy sinh khắc kỷ và quan điểm về quyền bá chủ của gia đình Habsburg. Trong khi ở một cấp độ bảo thủ - quay trở lại chính sách đối ngoại vào thời kỳ Phillip II, viện dẫn các giá trị truyền thống tại nhà - chính sách của Philip cũng cực đoan, từ chối chính sách đối với người Hà Lan nổi loạn đã tổ chức từ năm 1609, tham gia Chiến tranh Ba mươi năm và giới thiệu một hệ thống junta, hoặc ủy ban nhỏ, chính phủ trên khắp Tây Ban Nha để cạnh tranh với hệ thống truyền thống của các hội đồng hoàng gia.
Sau khi Olivares sụp đổ khỏi cuộc khủng hoảng năm 1640, 161616, nạn nhân của những chính sách thất bại và sự ghen tị từ các quý tộc bị loại trừ khỏi quyền lực, Philip ban đầu tuyên bố rằng ông sẽ cai trị một mình, trở thành bộ trưởng đầu tiên của chính ông. Hệ thống chính quyền bắt đầu được dỡ bỏ để ủng hộ hệ thống hội đồng cũ. Tuy nhiên, theo đúng nguyên tắc, quy tắc cá nhân này đã quay trở lại để cai trị thông qua sự yêu thích của hoàng gia, ban đầu là Luis de Haro, cháu trai của Olivares và là bạn chơi thời thơ ấu của Philip, và việc cải tổ hệ thống ủy ban đã bị dừng lại. De Haro đã không được các nhà sử học đánh giá cao; Nhận xét của một người, rằng de Haro là 'hiện thân của sự tầm thường', không phải là không điển hình. Sau cái chết của de Haro năm 1661, con rể của Olivares, Công tước xứ Medina de las Torres, trở thành người yêu thích của hoàng gia ở vị trí của ông.

## Chính sách đối ngoại và Chiến tranh Ba Mươi năm

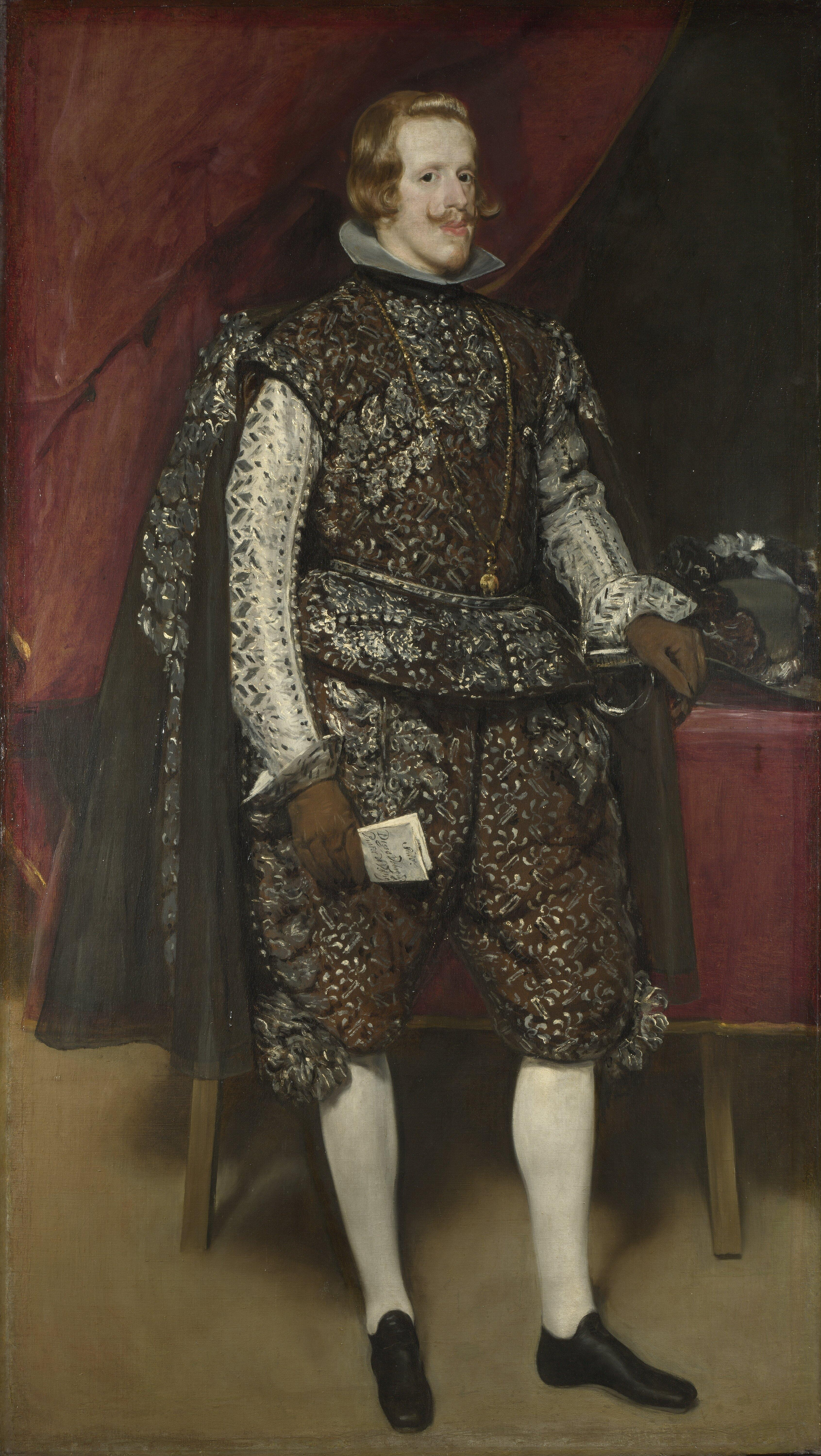
Philip IV ở đỉnh cao của sự thành công, vẽ c. 1631-32 của Diego Velázquez

Những năm 1620 là năm tốt cho chính sách đối ngoại của Tây Ban Nha: cuộc chiến với người Hà Lan đã diễn ra tốt đẹp, mặc dù có chi phí lớn, lên đến đỉnh điểm là chiếm lại thành phố trọng điểm Breda năm 1624. Tuy nhiên, đến cuối thập kỷ này, chính phủ của Philip đã phải đối mặt với câu hỏi về việc nên ưu tiên chiến tranh trong mối quan hệ của Flanders hay Tây Ban Nha với Pháp trong Chiến tranh kế vị thần chú (1628 mật1631). Các cố vấn của Philip đề nghị ưu tiên chiến tranh ở Flanders, hành động để bảo vệ Con đường Tây Ban Nha đến Hà Lan nhưng với chi phí đối kháng Louis XIII. Về mặt chiến lược, điều này là để chứng minh một thảm họa.

Tranh khắc Philip IV

Bất chấp những thành công mới của Tây Ban Nha vào giữa những năm 1630 - đặc biệt là chiến thắng của chính phủ Philip trong việc nuôi dưỡng một đội quân Tây Ban Nha mới, hành quân vào Đức để đánh bại lực lượng Tin lành do Thụy Điển lãnh đạo trong Trận Nördlingen năm 1634 - căng thẳng gia tăng với Pháp làm cho chiến tranh giữa hai quốc gia Công giáo ngày càng không thể tránh khỏi. Olivares khuyên Philip rằng cuộc chiến sắp tới với Pháp sẽ là tất cả hoặc không có gì; Tây Ban Nha sẽ thắng hoặc thua bởi kết quả.
Cuộc chiến tranh Tây Ban Nha - Pháp xảy ra từ năm 1635 trở đi không phải là một kết luận bỏ qua. Những thành công ban đầu của Tây Ban Nha đe dọa Paris, và ngay cả sau thất bại của Tây Ban Nha tại Rocroi, Tây Ban Nha vẫn là một đối thủ mạnh. Nhưng từ năm 1640 trở đi, thời kỳ chứng kiến các cuộc nổi dậy quy mô lớn trên khắp các lãnh thổ Tây Ban Nha để phản đối chi phí gia tăng của cuộc xung đột, Tây Ban Nha đã gặp khó khăn trong việc duy trì chiến tranh. Philip đã phản ứng với mối đe dọa gia tăng của Pháp bằng cách cuối cùng từ bỏ chiến lược 'Hà Lan đầu tiên' của mình; các nguồn lực cho Quân đội Flanders bị cắt giảm một cách dã man, và cuộc chiến chống lại phiến quân được Pháp hỗ trợ là ưu tiên hàng đầu. Ngay sau Rocroi, Philip - giờ phải từ bỏ yêu thích của mình, Olivares - đã đưa ra chỉ thị cho các đại sứ của mình để tìm kiếm một hiệp ước hòa bình. Hòa bình Westfalen, do Luis de Haro thay thế của Olivares, đã giải quyết cuộc Chiến tranh Tám mươi năm kéo dài ở Hà Lan và các cuộc chiến ở Đức, nhưng cuộc xung đột với Pháp kéo dài. Philip đã đáp lại sự yếu kém nhận thức của Pháp trong cuộc nổi dậy Fronde năm 1648 bằng cách tiếp tục cuộc chiến; ông chịu trách nhiệm cá nhân về quyết định khởi đầu một cuộc tấn công mới và cuối cùng thành công, chống lại người Pháp ở Catalonia vào năm 1651. Tuy nhiên, chiến thắng thực sự trước Pháp chưa bao giờ xuất hiện và đến năm 1658, sau khi Dunkirk mất một lực lượng Anh-Pháp, Philip đã tuyệt vọng vì hòa bình. Hiệp ước Pyrenees năm 1659 và cuộc hôn nhân của con gái Philip là María Teresa với vị vua trẻ Louis XIV cuối cùng đã đưa cuộc chiến với Pháp đi đến hồi kết. Tuy nhiên, cuộc chiến chống lại Bồ Đào Nha vẫn tiếp tục, khi Philip cố gắng giành lại quyền kiểm soát vương quốc đã mất của mình.

## Philip và quân đội Tây Ban Nha

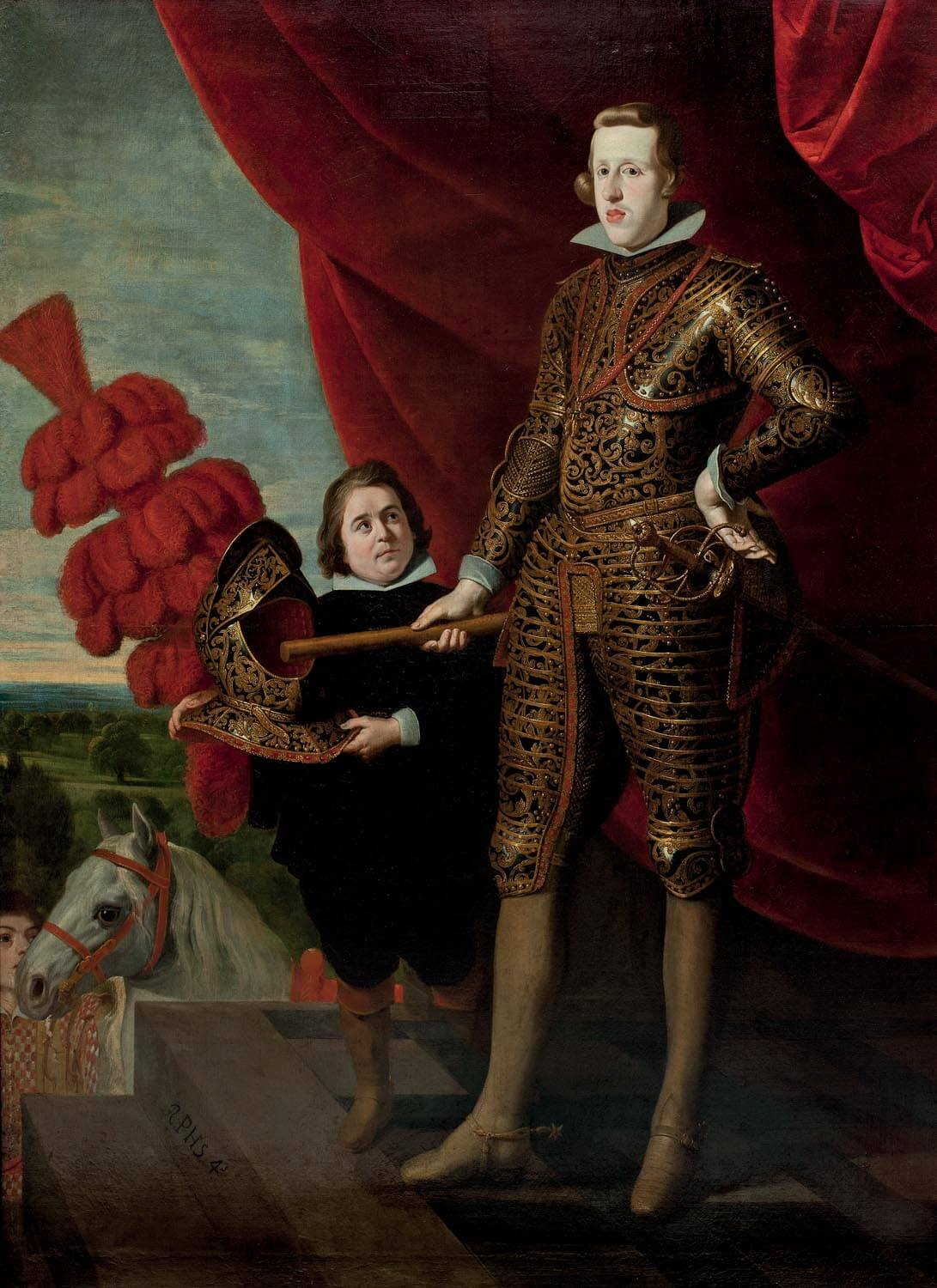
Philip ăn mặc như một người mặc áo giáp, đi cùng với một người lùn triều đình, bởi Gaspar de Crayer.

Đến cuối những năm 1620, quân đội Tây Ban Nha không còn chiếm ưu thế trên chiến trường như trước đây. Các trung đoàn tercio đáng sợ, bao gồm những người lính có kỷ luật tốt, ngày càng tỏ ra không linh hoạt và lỗi thời khi đối mặt với đội hình mới của Thụy Điển và Hà Lan với tỷ lệ cao hơn của lính ngự lâm. Philip và Olivares đã cố gắng giải quyết các điểm yếu nhận thức của quân đội, mà họ kết luận chủ yếu là do falta de cabezas, hoặc thiếu khả năng lãnh đạo. Để phù hợp với chương trình nghị sự rộng lớn hơn của họ về việc đổi mới các khái niệm về nghĩa vụ, dịch vụ và truyền thống quý tộc, nhà vua đã đồng ý nỗ lực giới thiệu nhiều người lớn hơn vào hàng ngũ cao hơn của quân đội, làm việc chăm chỉ để vượt qua sự miễn cưỡng của nhiều người trong các cuộc hẹn Hà Lan và những nơi khác.
Kết quả không hoàn toàn như mong đợi. Các ông lớn kéo vào phục vụ theo cách này đã không phù hợp để dành nhiều năm để học các bộ kỹ năng quân sự chuyên nghiệp bình thường; họ muốn 'bắt đầu làm tướng và lính trong cùng một ngày', để trích dẫn một người lính sự nghiệp bất mãn. Vào những năm 1630, nhà vua đã từ bỏ các quy tắc thông thường để cho phép thăng hạng lên cấp bậc cao hơn trong khoảng thời gian ngắn hơn và phải trả mức lương tăng cao đáng kể để có được những ông lớn đảm nhận ngay cả những cuộc hẹn này. Hiệu suất của các sĩ quan này trong các trận chiến như Rocroi còn nhiều điều mong muốn.
Philip cũng đáng chú ý vì sự quan tâm của anh ấy đối với armada, hoặc hải quân. Ngay sau khi nắm quyền, ông bắt đầu tăng kích cỡ đội tàu của mình, nhanh chóng nhân đôi kích thước ngân sách hải quân từ khi bắt đầu trị vì, sau đó tăng gấp ba lần. Philip được ghi nhận với "cách tiếp cận thực tế, hợp lý" để cung cấp và kiểm soát nó. Ông đã sẵn sàng tham gia vào các chi tiết đáng kể của chính sách hải quân; ông đã bình luận về các chi tiết của các điều khoản cho armada vào năm 1630, như một ví dụ. Junta de Armadas là ủy ban junta duy nhất sống sót sau sự sụp đổ của Olivares nguyên vẹn. Ngay cả sau trận chiến thảm khốc, Philip vẫn quan tâm chặt chẽ đến hải quân của mình, bao gồm cả việc đảm bảo sự chú ý của bộ trưởng. Năm 1646, de Haro đã trực tiếp tham gia cung cấp và trang bị hạm đội Đại Tây Dương từ Cadiz. Trong suốt thời kỳ không có "sự suy yếu về tầm quan trọng gắn liền với lực lượng hải quân" bởi nhà vua, người lập luận rằng các hoạt động chung trên đất liền và hải quân là rất cần thiết. Một số kết luận của ông về chính sách hải quân khá tiên tiến: sau hòa bình năm 1648, Philip lập luận rằng các hạm đội Hà Lan rời khỏi bán đảo Tây Ban Nha thực sự tốt cho thương mại, bất chấp những lo ngại từ các quan chức cấp cao của ông, vì họ đã bảo vệ chống lại hải quân Anh và Pháp.

## Chính sách đối nội và khủng hoảng của chế độ quân chủ
Philip đã thừa hưởng một đế chế khổng lồ từ cha mình, trải khắp thế giới đã biết, nhưng nhiều thách thức khó khăn nhất của ông khi làm vua sẽ xuất phát từ những vấn đề trong nước ở chính Tây Ban Nha. Tây Ban Nha vào đầu thế kỷ 17 là một tập hợp của cải - các vương quốc Castile, Aragon, Valencia và Bồ Đào Nha, các tỉnh tự trị của Catalonia và Andalusia, hoàn chỉnh với các tỉnh rộng lớn hơn của Napoli, Hà Lan, Milan, v.v. thông qua thể chế của chế độ quân chủ Castile và người của Philip IV. Mỗi phần có thuế, đặc quyền và sắp xếp quân sự khác nhau; Trên thực tế, mức thuế ở nhiều tỉnh ngoại vi ít hơn ở Castile, nhưng vị trí đặc quyền của giới quý tộc Castilian ở tất cả các cấp cao của hoàng gia là một vấn đề gây tranh cãi cho các tỉnh ít được ưa chuộng. Hệ thống lỏng lẻo này đã chống lại cải cách và đánh thuế cao hơn trước đó, trớ trêu thay, Tây Ban Nha đã có lịch sử, cho đến những năm 1640 ít nhất, ít hơn số lượng các cuộc nổi dậy tài chính thông thường cho một quốc gia châu Âu hiện đại ban đầu..
Trong những năm đầu tiên trị vì, chịu ảnh hưởng nặng nề từ Olivares yêu thích của hoàng gia, Philip đã tập trung vào nỗ lực cải cách các khía cạnh hỗn loạn nhất của hệ thống này. Thất vọng vì sự chậm chạp khét tiếng của hệ thống các hội đồng hoàng gia, Philip ủng hộ việc thành lập chính quyền của Olivares - các ủy ban nhỏ được thiết kế để phá vỡ hệ thống chính thức hơn và ban hành các chính sách nhanh chóng. Mặc dù thành công, những chính quyền này đã loại trừ nhiều ông lớn truyền thống và gây ra sự phẫn nộ. Olivares đưa ra ý tưởng về Unión de Armas, hay 'Liên minh vũ khí'. Điều này sẽ liên quan đến việc thành lập một lực lượng gồm 140.000 binh sĩ được trả lương, được hỗ trợ bởi các khoản thuế công bằng từ khắp Đế quốc, và được gọi là "đề xuất tầm nhìn xa nhất của bất kỳ chính khách nào trong thời đại"; trong thực tế, tuy nhiên, nó đã gặp phải sự phản đối quyết liệt từ các hội đồng khu vực khác nhau và kế hoạch đã bị rút lại. Trong những năm 1620, một lần nữa bị ảnh hưởng bởi mong muốn cải cách cuộc sống của Tây Ban Nha trở nên tốt đẹp hơn, Philip cũng đã thông qua luật pháp đáng kể với các âm bội. Năm 1623, ông đã đóng cửa tất cả các nhà thổ hợp pháp ở Tây Ban Nha, mở rộng luật lệ sum vầy không hoạt động đối với hàng hóa xa xỉ và hỗ trợ các nỗ lực của Giáo hoàng để điều chỉnh hành vi tình dục của các linh mục chặt chẽ hơn.

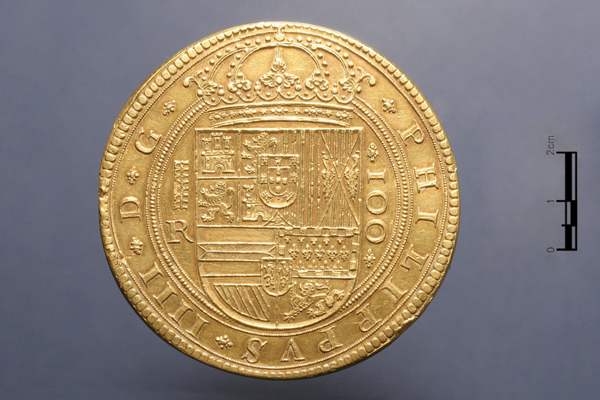
Đồng xu vàng lớn đúc năm 1633, dưới triều đại của Philip IV

Philip có ý định rõ ràng là cố gắng kiểm soát tiền tệ Tây Ban Nha, vốn ngày càng trở nên bất ổn trong triều đại của cha và ông, nhưng trên thực tế, lạm phát tăng vọt. Một phần điều này là do vào năm 1627 Olivares đã cố gắng giải quyết vấn đề của các chủ ngân hàng Genova của Philip - người đã tỏ ra bất hợp tác trong những năm gần đây - bằng cách tuyên bố phá sản nhà nước. Với khoản nợ Genova hiện đã được xóa, Olivares hy vọng sẽ chuyển sang các chủ ngân hàng bản địa để lấy lại tiền. Trong thực tế, kế hoạch là một thảm họa. Hạm đội kho báu Tây Ban Nha năm 1628 đã bị Hà Lan bắt giữ và khả năng vay và chuyển tiền của Tây Ban Nha trên khắp châu Âu giảm mạnh
Đến thập niên 1630, các chính sách đối nội của Philip ngày càng bị ảnh hưởng bởi áp lực tài chính của Chiến tranh Ba mươi năm, và đặc biệt là cuộc chiến ngày càng lớn với Pháp. Chi phí cho cuộc chiến là rất lớn, và trong khi chúng phần lớn rơi vào Castile, khả năng của vương miện để gây quỹ nhiều hơn và đàn ông từ nguồn này ngày càng bị hạn chế. Philip và chính phủ của ông đã cố gắng hết sức để giảm bớt trách nhiệm của chính quyền trung ương nhằm đối phó với sự căng thẳng của cuộc chiến, và những ý tưởng cải cách khác nhau có thể đã được theo đuổi trong những năm 1620 đã bị từ chối trên cơ sở này. Hạn chế tài chính và thuế cao hơn đã được đưa ra, nhưng Philip đang ngày càng bán đi các quyền phong kiến và phong kiến, cùng với phần lớn tài sản của hoàng gia để tài trợ cho cuộc xung đột. Người ta đã lập luận rằng các quy tắc tài khóa của những năm 1630, kết hợp với sức mạnh và vai trò của Olivares và chính quyền, đã loại bỏ Philip khỏi ba trụ cột truyền thống hỗ trợ cho chế độ quân chủ: ông bà, Giáo hội và Hội đồng Castile.
Khủng hoảng xảy ra vào năm 1640. Một nỗ lực của Olivares can thiệp vào Catalonia để đối phó với mối đe dọa xâm lược của Pháp đã dẫn đến cuộc nổi dậy. Một liên minh của phiến quân Catalan và các lực lượng hoàng gia Pháp tỏ ra thách thức đàn áp, và trong khi cố gắng huy động sự ủng hộ cao quý của Bồ Đào Nha cho cuộc chiến, Olivares đã kích hoạt một cuộc nổi dậy thứ hai. Giới quý tộc của Lisboa đã trục xuất Philip, và trao lại ngai vàng cho Braganzas, đánh dấu sự kết thúc sáu mươi năm của Liên minh Iberia và khởi đầu Chiến tranh Phục hồi Bồ Đào Nha. Năm sau, Công tước xứ Medina Sidonia đã cố gắng thực hiện một cuộc nổi loạn khác chống lại Philip từ Andalusia, có thể cố gắng tái tạo thành công của Braganzas ở Bồ Đào Nha. Mặc dù Philip và Olivares đã có thể đàn áp cuộc nổi dậy của công tước, Philip đã thấy mình ngày càng bị cô lập. Khi trở về từ Zaragoza, nơi ông đã chỉ huy quân đội, ông chỉ tìm thấy một trong những quý tộc Castilian đến tòa vào ngày lễ Phục sinh 1641. Mối đe dọa của Philip bị ông bà Castile phế truất dường như ngày càng có thật.
Bị chấn động bởi các sự kiện, giải pháp của Philip là loại bỏ Olivares yêu thích của ông khỏi văn phòng năm 1643 trong nỗ lực thỏa hiệp với giới thượng lưu Tây Ban Nha. Ông tuyên bố sẽ cai trị một mình, bác bỏ cả khái niệm về sự yêu thích của hoàng gia với tư cách là bộ trưởng đầu tiên và hệ thống của chính phủ junta, mà ông bắt đầu dỡ bỏ để ủng hộ hệ thống các hội đồng hoàng gia cũ. Sự khoan hồng đã được thể hiện cho Công tước xứ Medina Sidonia. Tình hình bắt đầu ổn định, và không lâu sau Philip cảm thấy đủ an toàn để trở lại phương pháp chính phủ ưa thích của mình. Luis de Haro, cháu trai của Olivares, đảm nhận chức vụ yêu thích và bộ trưởng và cuộc cải cách của chính quyền đã dừng lại. Tuy nhiên, tia sáng của cải cách từ những năm trước của Philip không bao giờ quay trở lại. Cuộc nổi dậy ở Catalan kéo dài trong vài năm. Năm 1652, quân đội Tây Ban Nha chiếm lại Barcelona và Philip đã ban hành ân xá cho phiến quân, hứa sẽ tôn trọng các phong tục và quyền truyền thống trong tương lai.

## Bảo trợ của nghệ thuật

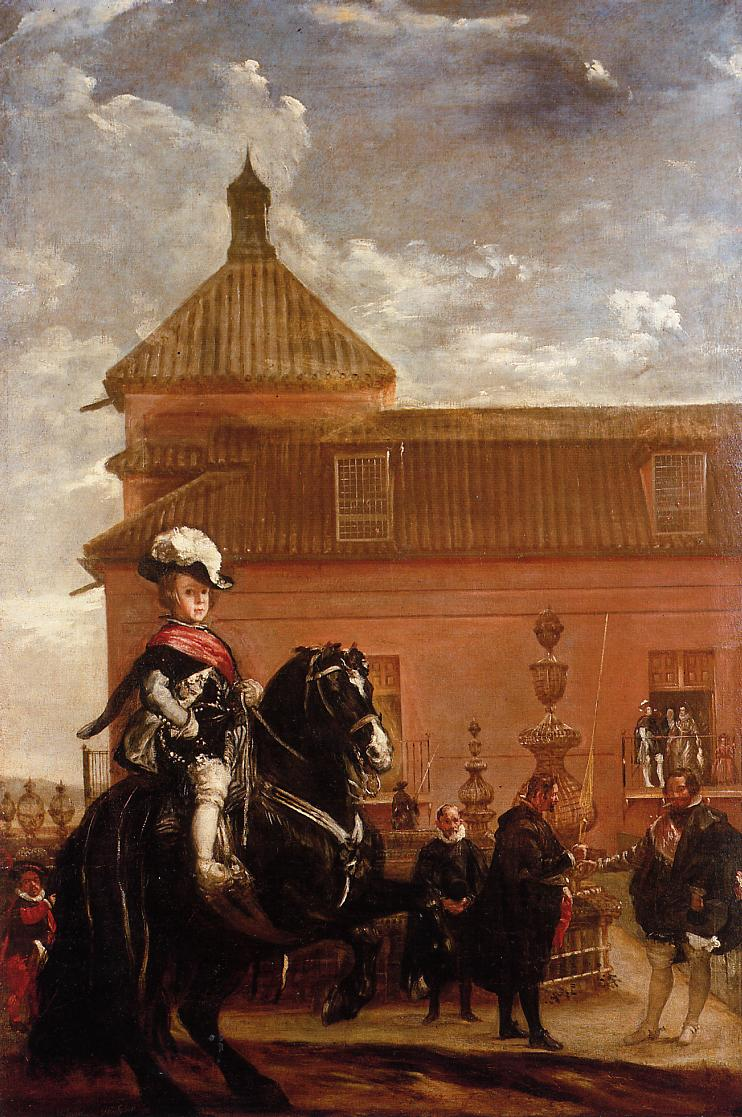
Hoàng tử Baltasar Carlos với Bá tước-Công tước của Olivares bên ngoài cung điện Buen Retiro, bởi Diego Velázquez, 1636

Philip đã được nhớ đến vì "sự nhiệt tình đáng kinh ngạc" mà anh ấy đã thu thập nghệ thuật và vì tình yêu của mình đối với nhà hát. Trên sân khấu, ông ủng hộ Lope de Vega, Pedro Calderón de la Barca và các nhà soạn kịch nổi tiếng khác. Philip đã được ghi nhận với một phần trong thành phần của một số bộ phim hài. Nhà hát triều đình sử dụng cảnh quan phối cảnh, một phát minh mới từ Ý không được sử dụng trong nhà hát thương mại vào thời điểm đó. Một số nhà văn đã ví ảo ảnh của nhà hát hoàng gia Baroque với ảo ảnh sức mạnh đế vương, các buổi biểu diễn được thiết kế để củng cố. Một số học bổng gần đây đã gợi ý rằng tài trợ cho các vở kịch của Philip, tuy nhiên, có thể đã được mở rộng ít hơn so với suy nghĩ.
Về mặt nghệ thuật, Philip trở nên nổi tiếng nhờ sự bảo trợ của họa sĩ triều đình Diego Velázquez, người có nguồn gốc từ Seville; liên lạc lẫn nhau khiến anh trở nên nổi tiếng với Olivares, người đến từ cùng khu vực. Velázquez được nhà vua triệu tập đến Madrid vào năm 1624. Mặc dù có một số sự ghen tị từ các họa sĩ triều đình hiện tại, Velázquez nhanh chóng trở thành một thành công với Philip, được giữ lại cho đến khi anh ta chết, vẽ một lễ kỷ niệm Hiệp ước Pyrenees cho Philip. Nhà vua và Velázquez có chung sở thích về ngựa, chó và nghệ thuật, và ở nơi riêng tư, họ đã hình thành một mối quan hệ dễ dàng, thoải mái trong nhiều năm. Philip đã hỗ trợ một số họa sĩ nổi bật khác, bao gồm Eugenio Caxés, Vicente Carducho, Gonzales và Nardi. Philip có được những bức tranh từ khắp châu Âu, đặc biệt là Ý, tích lũy được hơn 4.000 vào thời điểm ông qua đời; một số người đã gọi tập hợp vô song này là một "bộ sưu tập lớn".
Philip được những người cùng thời đặt biệt danh là el Rey Planeta, 'Vua hành tinh', và phần lớn nghệ thuật và trưng bày tại triều đình của ông đã được giải thích trong bối cảnh ông cần phải thể hiện quyền lực và quyền lực, đối với cả người Tây Ban Nha và người nước ngoài. Những diễn giải cũ hơn, vốn coi triều đình của Philip là hoàn toàn suy đồi, phần lớn đã bị thay thế, nhưng nghệ thuật và biểu tượng của thời kỳ này chắc chắn không phản ánh mối đe dọa và suy giảm quyền lực của Tây Ban Nha. Thật vậy, những thành công quân sự hạn chế của Tây Ban Nha trong thời kỳ này đã được các nghệ sĩ hoàng gia tôn vinh đến mức không tương xứng. Nhiều nghệ sĩ đến từ Tây Ban Nha Hà Lan đã tạo ra các tác phẩm làm nổi bật Quân đội Flanders, bao gồm Vrancx, Snaeyers, Molenaer và de Petet. Việc bắt lại Breda một mình đã dẫn đến các tác phẩm lớn của Velázquez và nhà khắc chế người Pháp Jacques Callot, bên cạnh các vở kịch và sách khác nhau.
'Vua hành tinh' cũng đầu tư vào một cung điện mới để trưng bày cả nghệ thuật của mình và nghi thức của triều đình. Thông qua Olivares, Philip bắt đầu xây dựng cung điện Buen Retiro ở Madrid, một phần vẫn còn gần Prado. Công việc bắt đầu một cách khiêm tốn vào năm 1631, với sự tráng lệ, nếu tốn kém, 'Hall of Thrones', hoàn thành vào năm 1635. Cung điện bao gồm 'nhà hát, phòng khiêu vũ, phòng trưng bày, vòng bò, vườn và hồ nhân tạo', và trở thành trung tâm các nghệ sĩ và nhà soạn kịch từ khắp châu Âu. Cung điện được xây dựng trong một trong những thời kỳ khó khăn hơn của triều đại Philip. Với cả chi phí của nó, trong một thời gian tiết kiệm thời chiến nghiêm ngặt, và sự phản kháng xảy ra từ một cộng đồng bất mãn, nó được coi là một phần quan trọng trong nỗ lực truyền đạt sự vĩ đại và uy quyền của hoàng gia.

## Felipe và tôn giáo

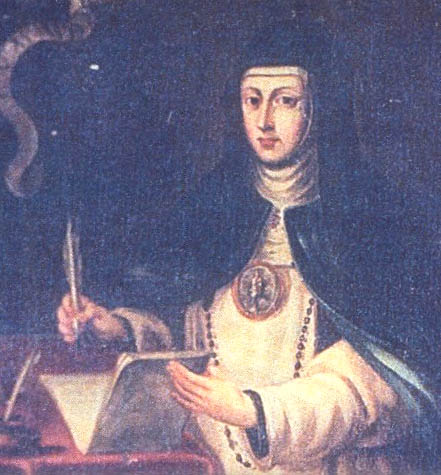
María de Ágreda, một cố vấn tôn giáo cho Felipe IV trong nửa sau của triều đại của mình

Tôn giáo Công giáo và các nghi lễ của nó đã đóng một phần quan trọng trong cuộc sống của Philip, đặc biệt là vào cuối triều đại của ông. Chán nản vì các sự kiện trên khắp lãnh địa của mình, anh ngày càng quan tâm đến các vấn đề tôn giáo. Cụ thể, Philip đã dành sự tôn sùng đặc biệt cho một bức tranh của Nuestra Señora del Milagro, Trinh nữ của phép lạ; bức tranh được cho là kỳ diệu nâng và hạ mắt xuống để đáp lại lời cầu nguyện. Trong khi kết hôn với Elisabeth, Philip đã đặt con cái của họ dưới sự bảo vệ của hình ảnh này; kết hôn với Mariana, họ cùng nhau thực hiện các nghi lễ tôn giáo đặc biệt dưới cái nhìn của bức tranh. Philip cũng có một tiêu chuẩn lớn được thực hiện với hình ảnh của bức tranh ở một bên và áo choàng hoàng gia ở bên kia, được đưa ra trong đám rước mỗi năm vào ngày 12 tháng 7. Cùng với việc đánh dấu một niềm tin tôn giáo cá nhân mạnh mẽ, mối liên kết ngày càng rõ ràng này giữa vương miện, Giáo hội và các biểu tượng quốc gia như Đức Trinh Nữ, đã đại diện cho một trụ cột chính hỗ trợ cho Philip làm vua.
Các quốc vương trong thời kỳ này cũng có một vai trò quan trọng trong quá trình phong thánh và có thể sử dụng điều này cho hiệu quả chính trị trong nước hoặc quốc tế. Philip, chẳng hạn, muốn tiếp cận với các đối tượng người Bồ Đào Nha, đặt tầm ảnh hưởng đáng kể của anh ta đằng sau vụ án cho Isabella của Bồ Đào Nha, một hình mẫu của thế kỷ 14 của một "người vợ hoàn hảo", cuối cùng phải trả giá cho một lễ kỷ niệm xa hoa Lisbon sau khi được phong thánh năm 1625. Trên bình diện quốc tế, điều quan trọng đối với uy tín của Tây Ban Nha là cô phải nhận được ít nhất một tỷ lệ, và lý tưởng hơn là chia sẻ các vị thánh mới so với các vương quốc Công giáo khác, và Philip đã tài trợ cho một loạt các văn bản và sách ủng hộ các ứng cử viên Tây Ban Nha, đặc biệt trong cạnh tranh với Công giáo Pháp.

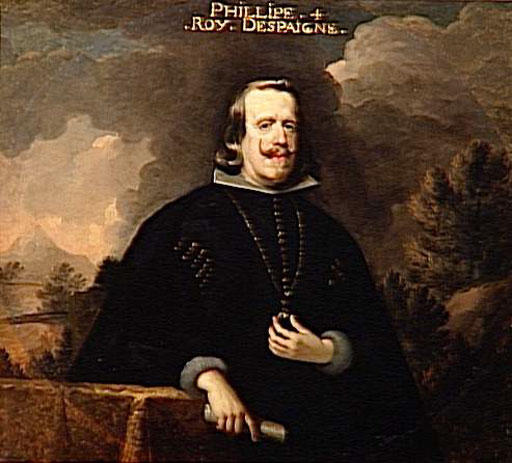
Chân dung Felipe ở Pháp cho con gái ông, María Teresa cả Tây Ban Nha

Trong trường hợp khẩn cấp 1640-1643, Philip dường như đã gặp khủng hoảng về đức tin. Philip thực sự tin rằng thành công hay thất bại trong các chính sách của mình thể hiện sự ưu ái và phán xét của Chúa đối với hành động của anh ta. Sự kết hợp của các cuộc nổi dậy, những tiến bộ của Pháp và sự mất mát của Olivares yêu thích đáng tin cậy của anh ta dường như đã làm anh ta rung động sâu sắc. Nữ hoàng Isabella và chủ tịch mới của Hội đồng Castile, Don Juan Chumacero - cả hai đều tham gia vào việc loại bỏ Olivares - khuyến khích nhà vua mời các nhà huyền môn và nhìn xa trông rộng từ khắp châu Âu tới triều đình của ông tại Zaragoza. Lời khuyên chính của các nhà huyền môn tập trung vào tầm quan trọng của việc nhà vua từ chối người thay thế Olivares, de Haro và các quý tộc ủng hộ Olivares còn lại tại triều đình. Các nhà huyền môn khác nhau không chấp nhận được đối với quan điểm cao quý của Tây Ban Nha và với sự khuyến khích của de Haro, cuối cùng họ đã bị loại bỏ.
Thay vào đó, Philip chuyển sang một nhà huyền môn nữ được thành lập tốt hơn, Sơ María de Ágreda, một nữ tu được biết đến với các tác phẩm tôn giáo của mình. Anh ta yêu cầu cô tương ứng với anh ta và khuyên anh ta về các vấn đề tâm linh. Hai người trở thành phóng viên thường xuyên trong suốt phần còn lại của cuộc đời họ. Điều này được ghi nhận trong hơn 600 lá thư bí mật giữa chúng trong khoảng thời gian hai mươi hai năm. Philip rõ ràng tin rằng Maria có thể thay mặt Chúa thay mặt và đưa ra lời khuyên về những gì Chúa muốn ông làm, để cải thiện vận may thất bại của Tây Ban Nha. Hầu hết đều tin rằng Philip có liên quan đến việc bảo vệ Maria khỏi cuộc điều tra của Toà án dị giáo năm 1650. Con trai của Philip, là Charles II, đã bảo vệ các tác phẩm của cô khỏi sự kiểm duyệt sau này.

## Tước hiệu và huy hiệu
Trong Hiệp ước Madrid năm 1630, Philip được phong đầy đủ là "Felipe, bởi ân sủng của Thiên Chúa, Vua của Tây Ban Nha, của Hai Sicilia, Jerusalem, người Ấn, v.v., Đại công tước của Áo, Công tước xứ Bourgogne, Milano, v.v. Bá tước xứ Habsburg, Tyrol, v.v. " và " Vua Felipe IV, vị vua Công giáo của người Tây Ban Nha," theo viết tắt.
Vào Hiệp ước Münster năm 1648,ông được phong là "Don Felipe Đệ tứ, bởi ân sủng của Thiên Chúa, vua của Castilla, León, Aragón, Hai Sicilia, Jerusalem, Navarra, Granada, Toledo, Valencia, Galicia, Mallorca, Menorca, Sevilla, Sardinia, Cordoba, Corsica, Murcia, Jaen, Algeciras, Gibraltar và Molina, v.v. " đầy đủ và "Vua của Tây Ban Nha, Don Felipe Đệ tứ và Vua của Bồ Đào Nha và Vua Algarves Don Filipe Đệ tam", viết tắt.

## Kế thừa
Triều đại của Philip IV, sau một vài năm thành công không thể kết luận, được đặc trưng bởi sự suy đồi chính trị và quân sự và nghịch cảnh. Ông đã phải chịu trách nhiệm cho sự suy tàn của Tây Ban Nha, nguyên nhân chủ yếu là do các nguyên nhân hữu cơ vượt quá tầm kiểm soát của bất kỳ một người cai trị nào. Philip IV đã chết tvif đau òng vào năm 1665, bày tỏ hy vọng ngoan đạo rằng con trai còn sống của ông, Charles II, lúc đó chỉ mới 4 tuổi, sẽ may mắn hơn mình. Về cái chết của ông, một catafalque đã được xây dựng ở Rome để kỷ niệm cuộc đời ông. Trong di chúc của mình, Philip đã để lại quyền lực chính trị như một nhiếp chính thay mặt cho chàng trai trẻ Charles II cho vợ Mariana, với những chỉ dẫn rằng cô ấy nghe theo lời khuyên của một ủy ban junta nhỏ được thành lập cho mục đích này. Ủy ban này đã loại trừ John, con trai ngoài giá thú của Philip, dẫn đến một cuộc tranh giành quyền lực hỗn loạn giữa Mariana và John cho đến khi ông qua đời năm 1679.

## Gia đình
- Với Élisabeth của Pháp (1602-1644, con gái của Henri IV của Pháp) - kết hôn ngày 18 tháng 10 năm 1615 tại Bordeaux:
  - Maria Margaret của Áo, Infanta của Tây Ban Nha (14 tháng 8 năm 1621 - 15 tháng 8 năm 1621)
  - Margaret Maria Catherine của Áo, Infanta của Tây Ban Nha (25 tháng 11 năm 1623 - 22 tháng 12 năm 1623)
  - Maria Eugenia của Áo, Infanta của Tây Ban Nha (21 tháng 11 năm 1625 - 21 tháng 8 năm 1627)
  - Isabella Maria Theresa của Áo, Infanta của Tây Ban Nha (31 tháng 10 năm 1627 - 1 tháng 11 năm 1627)
  - Balthasar Charles của Áo, Infante của Tây Ban Nha, Hoàng tử Asturias (17 tháng 10 năm 1629 - 9 tháng 10 năm 1646), Hoàng tử Asturias.
  - Francis Ferdinand của Áo, Infante của Tây Ban Nha (12 tháng 3 năm 1634)
  - Infanta Maria Anna "Mariana" Antonia của Áo, Infanta của Tây Ban Nha (17 tháng 1 năm 1636 - 5 tháng 12 năm 1636)
  - María Teresa của Tây Ban Nha (1638-1683), kết hôn với Louis XIV của Pháp và có con cái.
- Với Nữ Đại công tước Maria Anna của Áo (1634-1696) - cháu gái của ông - 1649:
  - Margaret Theresa của Áo, Infanta của Tây Ban Nha (12 tháng 7 năm 1651 - 12 tháng 3 năm 1673), kết hôn với Leopold I, Hoàng đế La Mã thần thánh
  - Infanta Maria Ambrosia de la Concepción của Áo, Infanta của Tây Ban Nha (7 tháng 12 năm 1655 - 21 tháng 12 năm 1655)
  - Philip Prospero của Áo, Infante của Tây Ban Nha, Hoàng tử Asturias (28 tháng 11 năm 1657 - 1 tháng 11 năm 1661) Hoàng tử Asturias
  - Ferdinand Thomas Charles của Áo, Infante của Tây Ban Nha (23 tháng 12 năm 1658 - 22 tháng 10 năm 1659)
  - Carlos II của Tây Ban Nha (6 tháng 11 năm 1661 - 1 tháng 11 năm 1700) kết hôn với Marie Louise của Orléans, không có con cái. Kết hôn lần thứ hai với Maria Anna của Neuburg, không có con cái.
- Với María Calderón:
  - John của Áo Trẻ (7 tháng 4 năm 1629 - 17 tháng 9 năm 1679)

## Tổ tiên
| \| \| \| \| \| \| \| \| \| \| \| \| \| \| 16.Philipp Đẹp trai (=24) \| \| \| \| \| \| \| \| \| \| \| \| \| \| \| \| \| \| \| \| \| \| \| \| \| \| \| \| \| \| \| \| \| \| \| \| \| \| \| \| \| \| \| \| \| \| \| \| \| \| \| \| \| \| \| \| \| \| \| \| 8.Karl V của Thánh chế La Mã (=22) \| \| \| \| \| \| \| \| \| \| \| \| \| \| \| \| \| \| \| \| \| \| \| \| \| \| \| \| \| \| \| \| \| \| \| \| \| \| \| \| \| \| \| \| \| \| \| \| \| \| \| \| \| \| \| \| \| \| \| \| \| \| \| \| \| \| \| \| \| \| \| \| 17.Juana I của Castilla (=25) \| \| \| \| \| \| \| \| \| \| \| \| \| \| \| \| \| \| \| \| \| \| \| \| \| \| \| \| \| \| \| \| \| \| \| \| \| \| \| \| \| \| \| \| \| \| \| \| \| \| \| \| \| \| \| \| \| \| \| \| \| \| \| \| \| \| \| \| \| \| \| \| 4.Felipe II của Tây Ban Nha \| \| \| \| \| \| \| \| \| \| \| \| \| \| \| \| \| \| \| \| \| \| \| \| \| \| \| \| \| \| \| \| \| \| \| \| \| \| \| \| \| \| \| \| \| \| \| \| \| \| \| \| \| \| \| \| \| \| \| \| \| \| \| \| \| \| \| \| \| \| \| \| 18.Manuel I của Bồ Đào Nha \| \| \| \| \| \| \| \| \| \| \| \| \| \| \| \| \| \| \| \| \| \| \| \| \| \| \| \| \| \| \| \| \| \| \| \| \| \| \| \| \| \| \| \| \| \| \| \| \| \| \| \| \| \| \| \| \| \| \| \| \| \| \| \| \| \| \| \| \| \| \| \| 9.Isabel của Bồ Đào Nha (=23) \| \| \| \| \| \| \| \| \| \| \| \| \| \| \| \| \| \| \| \| \| \| \| \| \| \| \| \| \| \| \| \| \| \| \| \| \| \| \| \| \| \| \| \| \| \| \| \| \| \| \| \| \| \| \| \| \| \| \| \| \| \| \| \| \| \| \| \| \| \| \| \| 19.María của Aragón và Castilla \| \| \| \| \| \| \| \| \| \| \| \| \| \| \| \| \| \| \| \| \| \| \| \| \| \| \| \| \| \| \| \| \| \| \| \| \| \| \| \| \| \| \| \| \| \| \| \| \| \| \| \| \| \| \| \| \| \| \| \| \| \| \| \| \| \| \| \| \| \| \| \| 2.Felipe III của Tây Ban Nha \| \| \| \| \| \| \| \| \| \| \| \| \| \| \| \| \| \| \| \| \| \| \| \| \| \| \| \| \| \| \| \| \| \| \| \| \| \| \| \| \| \| \| \| \| \| \| \| \| \| \| \| \| \| \| \| \| \| \| \| \| \| \| \| \| \| \| \| \| \| \| \| 20.Ferdinand I của Thánh chế La Mã (=12) (=30) \| \| \| \| \| \| \| \| \| \| \| \| \| \| \| \| \| \| \| \| \| \| \| \| \| \| \| \| \| \| \| \| \| \| \| \| \| \| \| \| \| \| \| \| \| \| \| \| \| \| \| \| \| \| \| \| \| \| \| \| \| \| \| \| \| \| \| \| \| \| \| \| 10.Maximilian II của Thánh chế La Mã \| \| \| \| \| \| \| \| \| \| \| \| \| \| \| \| \| \| \| \| \| \| \| \| \| \| \| \| \| \| \| \| \| \| \| \| \| \| \| \| \| \| \| \| \| \| \| \| \| \| \| \| \| \| \| \| \| \| \| \| \| \| \| \| \| \| \| \| \| \| \| \| 21.Anna của Bohemia và Hungary (=13) (=31) \| \| \| \| \| \| \| \| \| \| \| \| \| \| \| \| \| \| \| \| \| \| \| \| \| \| \| \| \| \| \| \| \| \| \| \| \| \| \| \| \| \| \| \| \| \| \| \| \| \| \| \| \| \| \| \| \| \| \| \| \| \| \| \| \| \| \| \| \| \| \| \| 5.Anna của Áo \| \| \| \| \| \| \| \| \| \| \| \| \| \| \| \| \| \| \| \| \| \| \| \| \| \| \| \| \| \| \| \| \| \| \| \| \| \| \| \| \| \| \| \| \| \| \| \| \| \| \| \| \| \| \| \| \| \| \| \| \| \| \| \| \| \| \| \| \| \| \| \| 22.Karl V của Thánh chế La Mã (=8) \| \| \| \| \| \| \| \| \| \| \| \| \| \| \| \| \| \| \| \| \| \| \| \| \| \| \| \| \| \| \| \| \| \| \| \| \| \| \| \| \| \| \| \| \| \| \| \| \| \| \| \| \| \| \| \| \| \| \| \| \| \| \| \| \| \| \| \| \| \| \| \| 11.María của Tây Ban Nha \| \| \| \| \| \| \| \| \| \| \| \| \| \| \| \| \| \| \| \| \| \| \| \| \| \| \| \| \| \| \| \| \| \| \| \| \| \| \| \| \| \| \| \| \| \| \| \| \| \| \| \| \| \| \| \| \| \| \| \| \| \| \| \| \| \| \| \| \| \| \| \| 23.Isabel của Bồ Đào Nha (=9) \| \| \| \| \| \| \| \| \| \| \| \| \| \| \| \| \| \| \| \| \| \| \| \| \| \| \| \| \| \| \| \| \| \| \| \| \| \| \| \| \| \| \| \| \| \| \| \| \| \| \| \| \| \| \| \| \| \| \| \| \| \| \| \| \| \| \| \| \| \| \| \| 1.Felipe IV của Tây Ban Nha \| \| \| \| \| \| \| \| \| \| \| \| \| \| \| \| \| \| \| \| \| \| \| \| \| \| \| \| \| \| \| \| \| \| \| \| \| \| \| \| \| \| \| \| \| \| \| \| \| \| \| \| \| \| \| \| \| \| \| \| \| \| \| \| \| \| \| \| \| \| \| \| 24.Philipp Đẹp trai (=16) \| \| \| \| \| \| \| \| \| \| \| \| \| \| \| \| \| \| \| \| \| \| \| \| \| \| \| \| \| \| \| \| \| \| \| \| \| \| \| \| \| \| \| \| \| \| \| \| \| \| \| \| \| \| \| \| \| \| \| \| \| \| \| \| \| \| \| \| \| \| \| \| 12.Ferdinand I của đế quốc La Mã Thần thánh (=20) (=30) \| \| \| \| \| \| \| \| \| \| \| \| \| \| \| \| \| \| \| \| \| \| \| \| \| \| \| \| \| \| \| \| \| \| \| \| \| \| \| \| \| \| \| \| \| \| \| \| \| \| \| \| \| \| \| \| \| \| \| \| \| \| \| \| \| \| \| \| \| \| \| \| 25.Juana I của Castilla (=17) \| \| \| \| \| \| \| \| \| \| \| \| \| \| \| \| \| \| \| \| \| \| \| \| \| \| \| \| \| \| \| \| \| \| \| \| \| \| \| \| \| \| \| \| \| \| \| \| \| \| \| \| \| \| \| \| \| \| \| \| \| \| \| \| \| \| \| \| \| \| \| \| 6.Charles II, Đại vương công Áo \| \| \| \| \| \| \| \| \| \| \| \| \| \| \| \| \| \| \| \| \| \| \| \| \| \| \| \| \| \| \| \| \| \| \| \| \| \| \| \| \| \| \| \| \| \| \| \| \| \| \| \| \| \| \| \| \| \| \| \| \| \| \| \| \| \| \| \| \| \| \| \| 26.Vladislaus II của Hungary \| \| \| \| \| \| \| \| \| \| \| \| \| \| \| \| \| \| \| \| \| \| \| \| \| \| \| \| \| \| \| \| \| \| \| \| \| \| \| \| \| \| \| \| \| \| \| \| \| \| \| \| \| \| \| \| \| \| \| \| \| \| \| \| \| \| \| \| \| \| \| \| 13.Anna của Bohemia và Hungary (=21) (=31) \| \| \| \| \| \| \| \| \| \| \| \| \| \| \| \| \| \| \| \| \| \| \| \| \| \| \| \| \| \| \| \| \| \| \| \| \| \| \| \| \| \| \| \| \| \| \| \| \| \| \| \| \| \| \| \| \| \| \| \| \| \| \| \| \| \| \| \| \| \| \| \| 27.Anne of Foix-Candale \| \| \| \| \| \| \| \| \| \| \| \| \| \| \| \| \| \| \| \| \| \| \| \| \| \| \| \| \| \| \| \| \| \| \| \| \| \| \| \| \| \| \| \| \| \| \| \| \| \| \| \| \| \| \| \| \| \| \| \| \| \| \| \| \| \| \| \| \| \| \| \| 3.Margarete của Áo \| \| \| \| \| \| \| \| \| \| \| \| \| \| \| \| \| \| \| \| \| \| \| \| \| \| \| \| \| \| \| \| \| \| \| \| \| \| \| \| \| \| \| \| \| \| \| \| \| \| \| \| \| \| \| \| \| \| \| \| \| \| \| \| \| \| \| \| \| \| \| \| 28.William IV, Công tước Bavaria \| \| \| \| \| \| \| \| \| \| \| \| \| \| \| \| \| \| \| \| \| \| \| \| \| \| \| \| \| \| \| \| \| \| \| \| \| \| \| \| \| \| \| \| \| \| \| \| \| \| \| \| \| \| \| \| \| \| \| \| \| \| \| \| \| \| \| \| \| \| \| \| 14.Albert V, Công tước xứ Bavaria \| \| \| \| \| \| \| \| \| \| \| \| \| \| \| \| \| \| \| \| \| \| \| \| \| \| \| \| \| \| \| \| \| \| \| \| \| \| \| \| \| \| \| \| \| \| \| \| \| \| \| \| \| \| \| \| \| \| \| \| \| \| \| \| \| \| \| \| \| \| \| \| 29.Marie xứ Baden-Sponheim \| \| \| \| \| \| \| \| \| \| \| \| \| \| \| \| \| \| \| \| \| \| \| \| \| \| \| \| \| \| \| \| \| \| \| \| \| \| \| \| \| \| \| \| \| \| \| \| \| \| \| \| \| \| \| \| \| \| \| \| \| \| \| \| \| \| \| \| \| \| \| \| 7.Maria xứ Bayern \| \| \| \| \| \| \| \| \| \| \| \| \| \| \| \| \| \| \| \| \| \| \| \| \| \| \| \| \| \| \| \| \| \| \| \| \| \| \| \| \| \| \| \| \| \| \| \| \| \| \| \| \| \| \| \| \| \| \| \| \| \| \| \| \| \| \| \| \| \| \| \| 30.Ferdinand I của Thánh chế La Mã (=12) (=20) \| \| \| \| \| \| \| \| \| \| \| \| \| \| \| \| \| \| \| \| \| \| \| \| \| \| \| \| \| \| \| \| \| \| \| \| \| \| \| \| \| \| \| \| \| \| \| \| \| \| \| \| \| \| \| \| \| \| \| \| \| \| \| \| \| \| \| \| \| \| \| \| 15.Anna, Nữ Đại vương công Áo \| \| \| \| \| \| \| \| \| \| \| \| \| \| \| \| \| \| \| \| \| \| \| \| \| \| \| \| \| \| \| \| \| \| \| \| \| \| \| \| \| \| \| \| \| \| \| \| \| \| \| \| \| \| \| \| \| \| \| \| \| \| \| \| \| \| \| \| \| \| \| \| 31.Anna của Bohemia và Hungary (=13) (=21) \| \| \| \| \| \| \| \| \| \| \| \| \| \| \| \| \| \| \| \| \| \| \| \| \| \| \| \| \| \| \| \| \| \| \| \| \| \| \| \| \| \| \| \| \| \| \| \| \| \| \| \| |                                                         |  |  |  |  |  |  |  |  |  |  |  |                           |  |  |  |
| |                                                         |  |  |  |  |  |  |  |  |  |  |  | 16.Philipp Đẹp trai (=24) |  |  |  |
| |                                                         |  |  |  |  |  |  |  |  |  |  |  |                           |  |  |  |
| |                                                         |  |  |  |  |  |  |  |  |  |  |  |                           |  |  |  |
| |                                                         |  |  |  |  |  |  |  |  |  |  |  |                           |  |  |  |
| | 8.Karl V của Thánh chế La Mã (=22)                      |  |  |  |  |  |  |  |  |  |  |  |                           |  |  |  |
| |                                                         |  |  |  |  |  |  |  |  |  |  |  |                           |  |  |  |
| |                                                         |  |  |  |  |  |  |  |  |  |  |  |                           |  |  |  |
| |                                                         |  |  |  |  |  |  |  |  |  |  |  |                           |  |  |  |
| | 17.Juana I của Castilla (=25)                           |  |  |  |  |  |  |  |  |  |  |  |                           |  |  |  |
| |                                                         |  |  |  |  |  |  |  |  |  |  |  |                           |  |  |  |
| |                                                         |  |  |  |  |  |  |  |  |  |  |  |                           |  |  |  |
| |                                                         |  |  |  |  |  |  |  |  |  |  |  |                           |  |  |  |
| | 4.Felipe II của Tây Ban Nha                             |  |  |  |  |  |  |  |  |  |  |  |                           |  |  |  |
| |                                                         |  |  |  |  |  |  |  |  |  |  |  |                           |  |  |  |
| |                                                         |  |  |  |  |  |  |  |  |  |  |  |                           |  |  |  |
| |                                                         |  |  |  |  |  |  |  |  |  |  |  |                           |  |  |  |
| | 18.Manuel I của Bồ Đào Nha                              |  |  |  |  |  |  |  |  |  |  |  |                           |  |  |  |
| |                                                         |  |  |  |  |  |  |  |  |  |  |  |                           |  |  |  |
| |                                                         |  |  |  |  |  |  |  |  |  |  |  |                           |  |  |  |
| |                                                         |  |  |  |  |  |  |  |  |  |  |  |                           |  |  |  |
| | 9.Isabel của Bồ Đào Nha (=23)                           |  |  |  |  |  |  |  |  |  |  |  |                           |  |  |  |
| |                                                         |  |  |  |  |  |  |  |  |  |  |  |                           |  |  |  |
| |                                                         |  |  |  |  |  |  |  |  |  |  |  |                           |  |  |  |
| |                                                         |  |  |  |  |  |  |  |  |  |  |  |                           |  |  |  |
| | 19.María của Aragón và Castilla                         |  |  |  |  |  |  |  |  |  |  |  |                           |  |  |  |
| |                                                         |  |  |  |  |  |  |  |  |  |  |  |                           |  |  |  |
| |                                                         |  |  |  |  |  |  |  |  |  |  |  |                           |  |  |  |
| |                                                         |  |  |  |  |  |  |  |  |  |  |  |                           |  |  |  |
| | 2.Felipe III của Tây Ban Nha                            |  |  |  |  |  |  |  |  |  |  |  |                           |  |  |  |
| |                                                         |  |  |  |  |  |  |  |  |  |  |  |                           |  |  |  |
| |                                                         |  |  |  |  |  |  |  |  |  |  |  |                           |  |  |  |
| |                                                         |  |  |  |  |  |  |  |  |  |  |  |                           |  |  |  |
| | 20.Ferdinand I của Thánh chế La Mã (=12) (=30)          |  |  |  |  |  |  |  |  |  |  |  |                           |  |  |  |
| |                                                         |  |  |  |  |  |  |  |  |  |  |  |                           |  |  |  |
| |                                                         |  |  |  |  |  |  |  |  |  |  |  |                           |  |  |  |
| |                                                         |  |  |  |  |  |  |  |  |  |  |  |                           |  |  |  |
| | 10.Maximilian II của Thánh chế La Mã                    |  |  |  |  |  |  |  |  |  |  |  |                           |  |  |  |
| |                                                         |  |  |  |  |  |  |  |  |  |  |  |                           |  |  |  |
| |                                                         |  |  |  |  |  |  |  |  |  |  |  |                           |  |  |  |
| |                                                         |  |  |  |  |  |  |  |  |  |  |  |                           |  |  |  |
| | 21.Anna của Bohemia và Hungary (=13) (=31)              |  |  |  |  |  |  |  |  |  |  |  |                           |  |  |  |
| |                                                         |  |  |  |  |  |  |  |  |  |  |  |                           |  |  |  |
| |                                                         |  |  |  |  |  |  |  |  |  |  |  |                           |  |  |  |
| |                                                         |  |  |  |  |  |  |  |  |  |  |  |                           |  |  |  |
| | 5.Anna của Áo                                           |  |  |  |  |  |  |  |  |  |  |  |                           |  |  |  |
| |                                                         |  |  |  |  |  |  |  |  |  |  |  |                           |  |  |  |
| |                                                         |  |  |  |  |  |  |  |  |  |  |  |                           |  |  |  |
| |                                                         |  |  |  |  |  |  |  |  |  |  |  |                           |  |  |  |
| | 22.Karl V của Thánh chế La Mã (=8)                      |  |  |  |  |  |  |  |  |  |  |  |                           |  |  |  |
| |                                                         |  |  |  |  |  |  |  |  |  |  |  |                           |  |  |  |
| |                                                         |  |  |  |  |  |  |  |  |  |  |  |                           |  |  |  |
| |                                                         |  |  |  |  |  |  |  |  |  |  |  |                           |  |  |  |
| | 11.María của Tây Ban Nha                                |  |  |  |  |  |  |  |  |  |  |  |                           |  |  |  |
| |                                                         |  |  |  |  |  |  |  |  |  |  |  |                           |  |  |  |
| |                                                         |  |  |  |  |  |  |  |  |  |  |  |                           |  |  |  |
| |                                                         |  |  |  |  |  |  |  |  |  |  |  |                           |  |  |  |
| | 23.Isabel của Bồ Đào Nha (=9)                           |  |  |  |  |  |  |  |  |  |  |  |                           |  |  |  |
| |                                                         |  |  |  |  |  |  |  |  |  |  |  |                           |  |  |  |
| |                                                         |  |  |  |  |  |  |  |  |  |  |  |                           |  |  |  |
| |                                                         |  |  |  |  |  |  |  |  |  |  |  |                           |  |  |  |
| | 1.Felipe IV của Tây Ban Nha                             |  |  |  |  |  |  |  |  |  |  |  |                           |  |  |  |
| |                                                         |  |  |  |  |  |  |  |  |  |  |  |                           |  |  |  |
| |                                                         |  |  |  |  |  |  |  |  |  |  |  |                           |  |  |  |
| |                                                         |  |  |  |  |  |  |  |  |  |  |  |                           |  |  |  |
| | 24.Philipp Đẹp trai (=16)                               |  |  |  |  |  |  |  |  |  |  |  |                           |  |  |  |
| |                                                         |  |  |  |  |  |  |  |  |  |  |  |                           |  |  |  |
| |                                                         |  |  |  |  |  |  |  |  |  |  |  |                           |  |  |  |
| |                                                         |  |  |  |  |  |  |  |  |  |  |  |                           |  |  |  |
| | 12.Ferdinand I của đế quốc La Mã Thần thánh (=20) (=30) |  |  |  |  |  |  |  |  |  |  |  |                           |  |  |  |
| |                                                         |  |  |  |  |  |  |  |  |  |  |  |                           |  |  |  |
| |                                                         |  |  |  |  |  |  |  |  |  |  |  |                           |  |  |  |
| |                                                         |  |  |  |  |  |  |  |  |  |  |  |                           |  |  |  |
| | 25.Juana I của Castilla (=17)                           |  |  |  |  |  |  |  |  |  |  |  |                           |  |  |  |
| |                                                         |  |  |  |  |  |  |  |  |  |  |  |                           |  |  |  |
| |                                                         |  |  |  |  |  |  |  |  |  |  |  |                           |  |  |  |
| |                                                         |  |  |  |  |  |  |  |  |  |  |  |                           |  |  |  |
| | 6.Charles II, Đại vương công Áo                         |  |  |  |  |  |  |  |  |  |  |  |                           |  |  |  |
| |                                                         |  |  |  |  |  |  |  |  |  |  |  |                           |  |  |  |
| |                                                         |  |  |  |  |  |  |  |  |  |  |  |                           |  |  |  |
| |                                                         |  |  |  |  |  |  |  |  |  |  |  |                           |  |  |  |
| | 26.Vladislaus II của Hungary                            |  |  |  |  |  |  |  |  |  |  |  |                           |  |  |  |
| |                                                         |  |  |  |  |  |  |  |  |  |  |  |                           |  |  |  |
| |                                                         |  |  |  |  |  |  |  |  |  |  |  |                           |  |  |  |
| |                                                         |  |  |  |  |  |  |  |  |  |  |  |                           |  |  |  |
| | 13.Anna của Bohemia và Hungary (=21) (=31)              |  |  |  |  |  |  |  |  |  |  |  |                           |  |  |  |
| |                                                         |  |  |  |  |  |  |  |  |  |  |  |                           |  |  |  |
| |                                                         |  |  |  |  |  |  |  |  |  |  |  |                           |  |  |  |
| |                                                         |  |  |  |  |  |  |  |  |  |  |  |                           |  |  |  |
| | 27.Anne of Foix-Candale                                 |  |  |  |  |  |  |  |  |  |  |  |                           |  |  |  |
| |                                                         |  |  |  |  |  |  |  |  |  |  |  |                           |  |  |  |
| |                                                         |  |  |  |  |  |  |  |  |  |  |  |                           |  |  |  |
| |                                                         |  |  |  |  |  |  |  |  |  |  |  |                           |  |  |  |
| | 3.Margarete của Áo                                      |  |  |  |  |  |  |  |  |  |  |  |                           |  |  |  |
| |                                                         |  |  |  |  |  |  |  |  |  |  |  |                           |  |  |  |
| |                                                         |  |  |  |  |  |  |  |  |  |  |  |                           |  |  |  |
| |                                                         |  |  |  |  |  |  |  |  |  |  |  |                           |  |  |  |
| | 28.William IV, Công tước Bavaria                        |  |  |  |  |  |  |  |  |  |  |  |                           |  |  |  |
| |                                                         |  |  |  |  |  |  |  |  |  |  |  |                           |  |  |  |
| |                                                         |  |  |  |  |  |  |  |  |  |  |  |                           |  |  |  |
| |                                                         |  |  |  |  |  |  |  |  |  |  |  |                           |  |  |  |
| | 14.Albert V, Công tước xứ Bavaria                       |  |  |  |  |  |  |  |  |  |  |  |                           |  |  |  |
| |                                                         |  |  |  |  |  |  |  |  |  |  |  |                           |  |  |  |
| |                                                         |  |  |  |  |  |  |  |  |  |  |  |                           |  |  |  |
| |                                                         |  |  |  |  |  |  |  |  |  |  |  |                           |  |  |  |
| | 29.Marie xứ Baden-Sponheim                              |  |  |  |  |  |  |  |  |  |  |  |                           |  |  |  |
| |                                                         |  |  |  |  |  |  |  |  |  |  |  |                           |  |  |  |
| |                                                         |  |  |  |  |  |  |  |  |  |  |  |                           |  |  |  |
| |                                                         |  |  |  |  |  |  |  |  |  |  |  |                           |  |  |  |
| | 7.Maria xứ Bayern                                       |  |  |  |  |  |  |  |  |  |  |  |                           |  |  |  |
| |                                                         |  |  |  |  |  |  |  |  |  |  |  |                           |  |  |  |
| |                                                         |  |  |  |  |  |  |  |  |  |  |  |                           |  |  |  |
| |                                                         |  |  |  |  |  |  |  |  |  |  |  |                           |  |  |  |
| | 30.Ferdinand I của Thánh chế La Mã (=12) (=20)          |  |  |  |  |  |  |  |  |  |  |  |                           |  |  |  |
| |                                                         |  |  |  |  |  |  |  |  |  |  |  |                           |  |  |  |
| |                                                         |  |  |  |  |  |  |  |  |  |  |  |                           |  |  |  |
| |                                                         |  |  |  |  |  |  |  |  |  |  |  |                           |  |  |  |
| | 15.Anna, Nữ Đại vương công Áo                           |  |  |  |  |  |  |  |  |  |  |  |                           |  |  |  |
| |                                                         |  |  |  |  |  |  |  |  |  |  |  |                           |  |  |  |
| |                                                         |  |  |  |  |  |  |  |  |  |  |  |                           |  |  |  |
| |                                                         |  |  |  |  |  |  |  |  |  |  |  |                           |  |  |  |
| | 31.Anna của Bohemia và Hungary (=13) (=21)              |  |  |  |  |  |  |  |  |  |  |  |                           |  |  |  |
| |                                                         |  |  |  |  |  |  |  |  |  |  |  |                           |  |  |  |
| |                                                         |  |  |  |  |  |  |  |  |  |  |  |                           |  |  |  |